# Грачов Анатолій Миколайович
Анатолій Миколайович Грачо́в (16 вересня 1922, Баку — 31 грудня 1998, Київ) — український живописець; член Спілки радянських художників України з 1970 року.

## Біографія
Народився 16 вересня 1922 року в місті Баку (нині Азербайджан). Брав участь у німецько-радянській війні. Служив в артилерії, мав військові звання лейтенанта, старшого лейтенанта, капітана. Нагороджений двома орденами Червоної Зірки (8 червня 1944; 15 лютого 1945), двома орденами Вітчизняної війни ІІ ступеня (1 вересня 194; 6 квітня 1985), медаллю «За перемогу над Німеччиною» (9 травня 1945).
Протягом 1948—1951 років працював художником Азербайджанського відділення художнього фонду. У 1950—1954 роках навчався у Київському художньому інституті. У 1954—1970 роках працював на Київському живописно-скульптурному комбінаті. Мешкав у Боярці в будинку на вулиці Крупської, № 55. Помер у Києві 31 грудня 1998 року.

## Творчість
Працював у галузі станкового живопису, автор жанрових картин, портретів, натюрмортів. Серед робіт:
- «На околиці Києва» (1968);
- «Літній день» (1968);
- «Полудень» (1969);
- «Тиша» (1970);
- «Село під горою» (1970);
- «Соняшники і горобина» (1971);
- «Квітуча Україна» (1973);
- «Третій Український фронт» (1975).

Брав участь у республіканських мистецьких виставках.